# Crunnchú
Crunnchú est un personnage de la mythologie celtique irlandaise,  principalement connu pour avoir été l'époux de la déesse Macha et dont la vantardise est à l'origine de la faiblesse des Ulates quand leur royaume est attaqué.

## Mythologie
Crunnchú est un fermier du royaume d'Ulster, qui est maintenant veuf. Une magnifique jeune femme vient dans son lit prendre la place de son épouse, il s'agit en fait de la déesse Macha. Un pacte scelle leur union : les affaires de Crunnchú seront prospères et il sera heureux tant que leur relation restera secrète. Mais lors d'une fête il ne peut s'empêcher de se vanter et affirme que sa femme court plus vite que le meilleur attelage du roi. Sous peine de mort, le roi l'oblige à prouver ses dires et Macha, alors enceinte, doit s'exécuter. Elle court plus vite que les chevaux du roi et à l'issue de la course elle donne naissance à des jumeaux, un garçon qui est nommé Fior (« le Véridique ») et fille, Fial (« la Pudique »).
Macha lance alors une malédiction sur les Ulates : à chaque fois que le royaume sera attaqué, ils deviendront aussi faibles qu'une femme en couche. Ce sort est connu sous le nom de « neuvaine des Ulates » et lors de la Táin Bó Cúailnge (« Rafle des vaches de Cooley ») Cúchulainn devra défendre seul le royaume.
La capitale du royaume d'Ulster s'appelle Emain Macha (« les jumeaux de Macha ») en souvenir des deux enfants.

## Compléments